# 古食种鸟属
古食种鸟属（学名：Eogranivora）是今鸟型类的一个属，生存于早白垩世的中国。模式种是无牙古食种鸟（Eogranivora edentulata）。
2011年，一件编号STM35-3的鸟类化石在大王杖子村出土，并被归入红山鸟。后来发现红山鸟有齿，而标本STM35-3无齿。其它研究也表明后者代表了科学意义上的一个新物种。
2018年，郑晓廷、邹晶梅、汪筱林、王燕、周忠和等人命名并描述了模式种无牙古食种鸟（Eogranivora edentulata）。属名组合希腊语eos（黎明）和新拉丁语granivora（吃种子的），指该物种是已知最古老的种食性今鸟型类。种小名在拉丁语中意为“没有牙齿的”。古食种鸟是2018年命名的第一种化石鸟类。
正模标本STM35-3发现于义县组的一层，时间为距今约1.25亿年的阿普第期早期，由一副压印在阳模与阴模上、带有颅骨的近完整骨骼组成。骨骼关节基本连接，但因石板开裂而受损。 标本上还保存了大量模糊不清的羽毛残骸、内含种子的嗉囊及含有胃石的胃部。
古食种鸟是种中等大小的原始今鸟型类。描述者指出了一个鉴别性的特征组合，但其中所含的特征本身并不独特。上下颌均无齿。下颌前部融合成一个占其长度五分之一的骨联合。喙骨无明显突起接触胸骨侧面。胸骨的外侧及中后侧突起纤细，并齐平地向后突出。胸骨后部的中央剑突呈V形。第一指短而粗壮。耻骨顶部在其骨干长度三分之一处有一三角形突起指向上方和内侧。第一跖骨及第一趾完全缺失。
古食种鸟被归入今鸟型类，并放在一个多分支内一处相对基底的位置，处在红山鸟科之下、古喙鸟之上。
古食种鸟化石中发现了含有种子的嗉囊，这在中生代鸟类中尚属首次，大量胃石及无齿的喙亦表明其专以种子为食。仍有牙齿的今鸟型类被推测为杂食动物。退化掉第一趾可能是为了适应奔跑。